# 奥夫塞斯
奥夫塞斯是德国巴伐利亚州的一个市镇。总面积29.41平方公里，总人口1318人，其中男性675人，女性643人（2011年12月31日），人口密度45人/平方公里。